# UNB FC Porto Novo
Der Universite Nationale du Benin FC (kurz UNB FC) ist ein Fußballverein aus Porto-Novo, Benin. Er trägt seine Heimspiele im Stade Charles de Gaulle aus.
Der Verein untersteht der örtlichen nationalen Universität und stieg Anfang der 90er Jahre erstmals in den Championnat National auf. Dem Klub gelang es, sich dort zu etablieren, und er siegte 1996 und 2007 im Coupe du Bénin. Durch die Erfolge konnte er sich für die afrikanischen Wettbewerbe qualifizieren, scheiterte aber bereits in der ersten Spielrunde.

## Erfolge
- Coupe de Bénin (2): 1996, 2007

## Statistik in den CAF-Wettbewerben
| Wettbewerb                    | Runde         | Gegner           | Hinspiel | Rückspiel |  |
| ----------------------------- | ------------- | ---------------- | -------- | --------- |  |
|                               |               |                  |          |           |  |
| African Cup Winners’ Cup 1997 | 1. Runde      | Julius Berger FC | 0:3 (H)  | 0:3 (A)   |  |
| CAF Confederation Cup 2008    | Qualifikation | US Masséda       | 0:2 (A)  | 1:1 (H)   |  |

- 1997: Der Gegner aus der Zentralafrikanischen Republik wurde nach der Auslosung disqualifiziert, somit erreichte der Verein kampflos die erste Hauptrunde.